# Basketball-Europameisterschaft 2017/Qualifikation

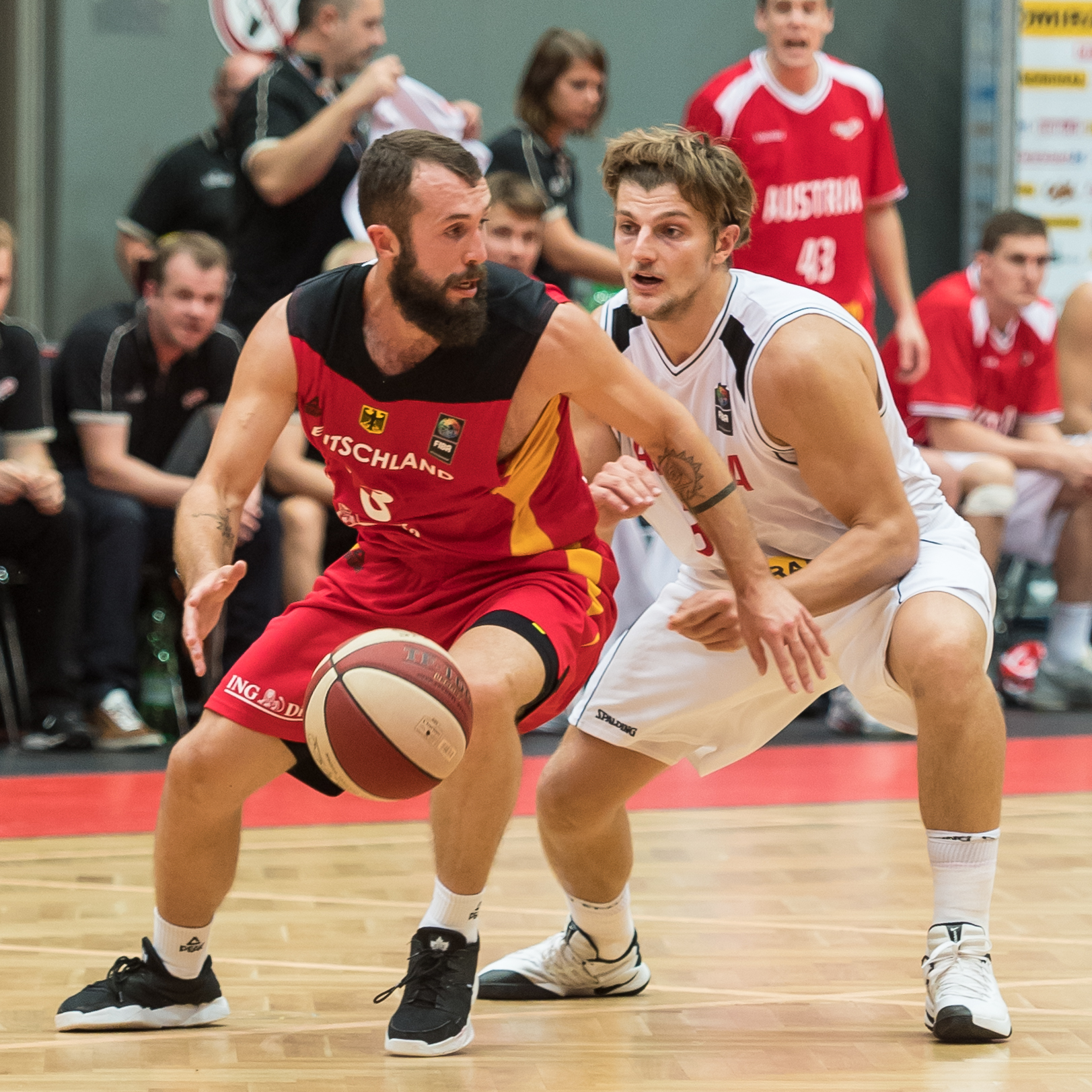
Qualifikationsspiel der Gruppe B: Österreich gegen Deutschland

Die Qualifikation zur Basketball-Europameisterschaft 2017 der Herren wurde ein Jahr vor der eigentlichen Endrunde im Spätsommer 2016 ausgetragen. Obwohl alle europäischen Auswahlmannschaften, die an den Olympischen Spielen 2016 sowie deren vorolympischer Qualifikation im Frühsommer 2016 teilgenommen hatten, bereits für die EM-Endrunde 2017 qualifiziert waren, begann die Qualifikation erst nach dem olympischen Turnier am 31. August 2016 und dauerte bis zum 17. September 2016. 
Im Unterschied zur Qualifikation zur EM-Endrunde 2015, wo es noch zweigeteilte Qualifikationsrunden im Zeitraum von zwei verschiedenen Sommern gab, spielten die 27 teilnehmenden Auswahlmannschaften die Qualifikation allein in diesem knapp dreiwöchigen Zeitraum aus. Das völkerrechtlich umstrittene Gebiet des Kosovo nahm bei den Herren erstmals mit einer eigenen Auswahl an einem offiziellen Wettbewerb des Kontinentalverbands FIBA Europa teil, nachdem es zuvor nur an Wettbewerben für Nachwuchsmannschaften teilgenommen hatte.

## Auslosung und Modus
Die 27 teilnehmenden Auswahlmannschaften wurden entsprechend einer Setzliste auf vier verschiedene Lostöpfe verteilt, wobei der letzte Lostopf mit den sportlich am wenigsten wettbewerbsfähigen Mannschaften nur sechs Mannschaften aufwies. Bei der Auslosung wurden die Mannschaften auf sieben Gruppen verteilt, wobei in jede Gruppe mit jeweils vier Mannschaften genau eine Auswahl aus einem der verschiedenen Lostöpfe zugelost wurde bis auf eine Dreiergruppe, die mangels Teilnehmer im letzten Lostopf in Bezug auf die vierte Mannschaft ein Freilos hatte. Von den deutschsprachigen Ländern war die Auswahl des DBB im ersten Lostopf, die österreichische und schweizerische Auswahl hingegen im dritten Lostopf enthalten.
In den sieben Gruppen spielten die Mannschaften ein Rundenturnier mit Hin- und Rückspiel aus, so dass jede Mannschaft bis auf diejenigen in der Dreiergruppe sechs Gruppenspiele absolvierte. Die Gruppensieger qualifizierten sich direkt für die EM-Endrunde 2017, während für die Gruppenzweiten eine gesonderte Wertung geführt wurde, in der etwaige Ergebnisse gegen die vierte und letztplatzierte Mannschaft einer Gruppe entfielen. Von den sieben Gruppenzweiten konnten sich die vier besten Auswahlmannschaften dieser Wertung ebenfalls für die EM-Endrunde 2017 qualifizieren.

## Gruppen und Platzierungen

### Gruppe A
| Platz | Team    | Spiele | Siege | Niederl. | Punkte für | Punkte gegen | Punkt Differenz | Punkte | Qualifikation  |       | Belgien | Island | Zypern Republik | Schweiz |
| ----- | ------- | ------ | ----- | -------- | ---------- | ------------ | --------------- | ------ | -------------- | ----- | ------- | ------ | --------------- | ------- |
| 1     | Belgien | 6      | 5     | 1        | 459        | 361          | +98             | 11     | EM 2017        |       | —       | 80:65  | 65:46           | 87:49   |
| 2     | Island  | 6      | 4     | 2        | 466        | 429          | +37             | 10     | Zweite-Wertung |       | 74:68   | —      | 84:62           | 88:72   |
| 3     | Zypern  | 6      | 2     | 4        | 399        | 450          | −51             | 8      |                |       | 55:72   | 64:75  | —               | 92:78   |
| 4     | Schweiz | 6      | 1     | 5        | 430        | 514          | −84             | 7      |                | 72:87 | 83:80   | 76:80  | —               |         |

### Gruppe B
| Platz | Team        | Spiele | Siege | Niederl. | Punkte für | Punkte gegen | Punkt Differenz | Punkte | Qualifikation |               | Deutschland | Niederlande | Osterreich | Danemark    |
| ----- | ----------- | ------ | ----- | -------- | ---------- | ------------ | --------------- | ------ | ------------- | ------------- | ----------- | ----------- | ---------- | ----------- |
| 1     | Deutschland | 6      | 4     | 2        | 495        | 423          | +72             | 10     | EM 2017       |               | —           | 71:75       | 78:58      | 101:74      |
| 2     | Niederlande | 6      | 4     | 2        | 461        | 449          | +12             | 10     |               |               | 51:82       | —           | 72:75      | 98:88 n. V. |
| 3     | Österreich  | 6      | 2     | 4        | 411        | 438          | −27             | 8      |               | 59:61         | 61:75       | —           | 86:66      |             |
| 4     | Dänemark    | 6      | 2     | 4        | 492        | 549          | −57             | 8      |               | 106:102 n. V. | 72:90       | 86:72       | —          |             |

### Gruppe C
| Platz | Team                    | Spiele | Siege | Niederl. | Punkte für | Punkte gegen | Punkt Differenz | Punkte | Qualifikation |       | Russland | Bosnien und Herzegowina | Schweden |
| ----- | ----------------------- | ------ | ----- | -------- | ---------- | ------------ | --------------- | ------ | ------------- | ----- | -------- | ----------------------- | -------- |
| 1     | Russland                | 4      | 4     | 0        | 309        | 253          | +56             | 8      | EM 2017       |       | —        | 83:54                   | 63:59    |
| 2     | Bosnien und Herzegowina | 4      | 2     | 2        | 273        | 308          | −35             | 6      |               |       | 67:78    | —                       | 74:71    |
| 3     | Schweden                | 4      | 0     | 4        | 279        | 300          | −21             | 4      |               | 73:85 | 76:78    | —                       |          |

### Gruppe D
| Platz | Team     | Spiele | Siege | Niederl. | Punkte für | Punkte gegen | Punkt Differenz | Punkte | Qualifikation |       | Polen | Estland | Belarus | Portugal |
| ----- | -------- | ------ | ----- | -------- | ---------- | ------------ | --------------- | ------ | ------------- | ----- | ----- | ------- | ------- | -------- |
| 1     | Polen    | 6      | 5     | 1        | 490        | 413          | +77             | 11     | EM 2017       |       | —     | 78:64   | 57:76   | 83:57    |
| 2     | Estland  | 6      | 3     | 3        | 429        | 444          | −15             | 9      |               |       | 63:94 | —       | 81:62   | 82:63    |
| 3     | Belarus  | 6      | 3     | 3        | 430        | 437          | −7              | 9      |               | 79:97 | 79:63 | —       | 72:62   |          |
| 4     | Portugal | 6      | 1     | 5        | 401        | 456          | −55             | 7      |               | 74:81 | 68:76 | 77:62   | —       |          |

### Gruppe E
| Platz | Team      | Spiele | Siege | Niederl. | Punkte für | Punkte gegen | Punkt Differenz | Punkte | Qualifikation  |       | Slowenien | Ukraine | Bulgarien | Kosovo |
| ----- | --------- | ------ | ----- | -------- | ---------- | ------------ | --------------- | ------ | -------------- | ----- | --------- | ------- | --------- | ------ |
| 1     | Slowenien | 6      | 6     | 0        | 536        | 436          | +100            | 12     | EM 2017        |       | —         | 84:77   | 85:63     | 113:68 |
| 2     | Ukraine   | 6      | 4     | 2        | 467        | 424          | +43             | 10     | Zweite-Wertung |       | 69:80     | —       | 79:69     | 100:61 |
| 3     | Bulgarien | 6      | 2     | 4        | 449        | 465          | −16             | 8      |                |       | 78:83     | 67:72   | —         | 105:84 |
| 4     | Kosovo    | 6      | 0     | 6        | 419        | 546          | −127            | 6      |                | 81:91 | 63:70     | 62:67   | —         |        |

### Gruppe F
| Platz | Team       | Spiele | Siege | Niederl. | Punkte für | Punkte gegen | Punkt Differenz | Punkte | Qualifikation  |       | Georgien | Montenegro | Slowakei | Albanien |
| ----- | ---------- | ------ | ----- | -------- | ---------- | ------------ | --------------- | ------ | -------------- | ----- | -------- | ---------- | -------- | -------- |
| 1     | Georgien   | 6      | 5     | 1        | 524        | 402          | +122            | 11     | EM 2017        |       | —        | 74:76      | 96:68    | 86:47    |
| 2     | Montenegro | 6      | 5     | 1        | 563        | 420          | +143            | 11     | Zweite-Wertung |       | 84:90    | —          | 97:65    | 94:56    |
| 3     | Slowakei   | 6      | 1     | 5        | 392        | 518          | −126            | 7      |                |       | 63:94    | 62:99      | —        | 69:60    |
| 4     | Albanien   | 6      | 1     | 5        | 372        | 511          | −139            | 7      |                | 64:84 | 73:113   | 72:65      | —        |          |

### Gruppe G
| Platz | Team           | Spiele | Siege | Niederl. | Punkte für | Punkte gegen | Punkt Differenz | Punkte | Qualifikation  |       | Ungarn | Vereinigtes Konigreich | Nordmazedonien | Luxemburg |
| ----- | -------------- | ------ | ----- | -------- | ---------- | ------------ | --------------- | ------ | -------------- | ----- | ------ | ---------------------- | -------------- | --------- |
| 1     | Ungarn         | 6      | 6     | 0        | 480        | 413          | +67             | 12     | EM 2017        |       | —      | 96:77                  | 63:61          | 89:64     |
| 2     | Großbritannien | 6      | 3     | 3        | 512        | 479          | +33             | 9      | Zweite-Wertung |       | 80:88  | —                      | 96:79          | 95:72     |
| 3     | Nordmazedonien | 6      | 2     | 4        | 439        | 473          | −34             | 8      |                |       | 66:76  | 62:89                  | —              | 89:75     |
| 4     | Luxemburg      | 6      | 1     | 5        | 432        | 498          | −66             | 7      |                | 65:68 | 82:75  | 74:82                  | —              |           |

### Wertung Gruppenzweite
| Platz | Team                    | Spiele | Siege | Niederl. | Punkte für | Punkte gegen | Punkt Differenz | Punkte | Qualifikation |
| ----- | ----------------------- | ------ | ----- | -------- | ---------- | ------------ | --------------- | ------ | ------------- |
| 1     | Montenegro              | 4      | 3     | 1        | 356        | 291          | +65             | 7      | EM 2017       |
| 2     | Island                  | 4      | 3     | 1        | 298        | 274          | +24             | 7      | EM 2017       |
| 3     | Großbritannien          | 4      | 2     | 2        | 342        | 325          | +17             | 6      | EM 2017       |
| 4     | Ukraine                 | 4      | 2     | 2        | 297        | 300          | −3              | 6      | EM 2017       |
| 5     | Niederlande             | 4      | 2     | 2        | 273        | 289          | −16             | 6      |               |
| 6     | Bosnien und Herzegowina | 4      | 2     | 2        | 273        | 308          | −35             | 6      |               |
| 7     | Estland                 | 4      | 1     | 3        | 271        | 313          | −42             | 5      |               |

- Spiele gegen eine vierte und zugleich letztplatzierte Mannschaft fließen nicht in die Wertung der Gruppenzweiten ein